# アナトリー・ペトローヴィチ・ボグダノフ

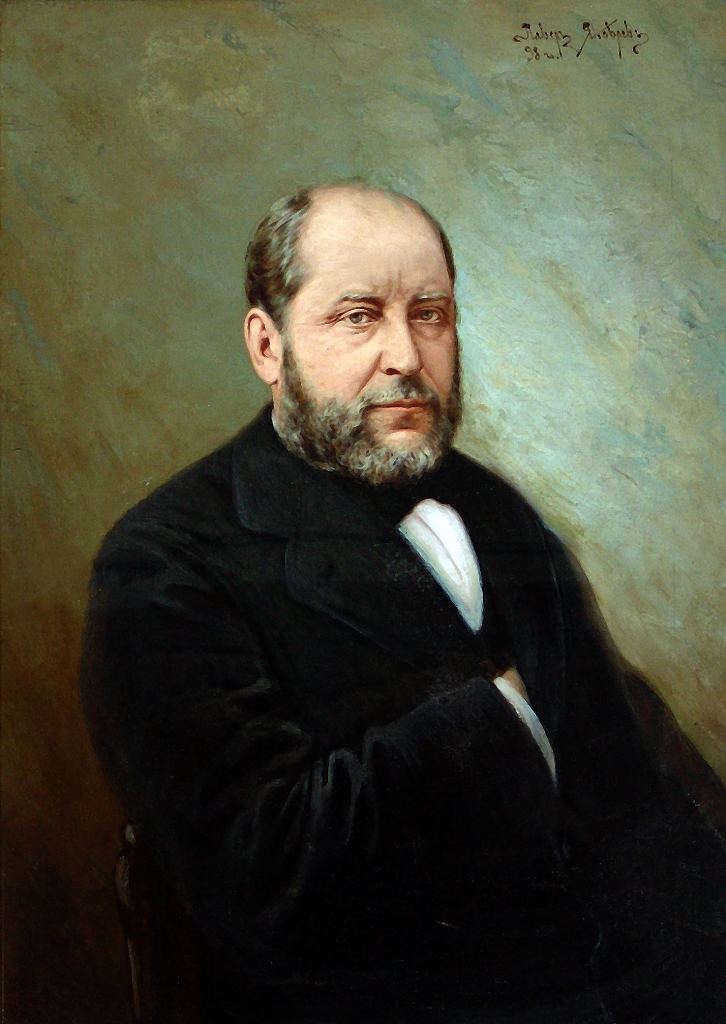
アナトリー・ペトローヴィチ・ボグダノフ

アナトリー・ペトローヴィチ・ボグダノフ（ロシア語: Анатолий Петрович Богданов, ラテン文字転写: Anatoli Petrovich Bogdanov、1834年10月13日 - 1896年3月28日）はロシアの動物学者、人類学者である。

## 略歴
ロシア・ツァーリ国のヴォロネジで生まれた。1855年にモスクワ大学の自然科学部を卒業した後、ヨーロッパ各国に留学し、イジドール・ジョフロワ・サン＝ティレールやエミール・ブランシャールの講義を受けた。1858年にモスクワに戻り、研究を続け、動物学部の創設に尽力し、後にモスクワ動物学博物館の館長に就任し、終生その職を続けた。
ロシアに学術団体、施設を組織することに貢献し、モスクワ動物園の創立に重要な役割を果たし、「博物学・人類学・民族学会」(Императорское общество любителей естествознания, антропологии и этнографии)の創立者となった。1863年に創立されたこの学会は、ロシア民族に関する知識を広め、学者や愛好者が博物学への関心を共有することを目的にしたもので、この学会を通じて資金、人材を集め、1867年から全ロシア民俗学博覧会(Всероссійская этнографическая выставка)を開催した。博覧会では60のロシアの民族グループの風俗を数百のマネキンを使って展示して、人気を集めた。